# バート・フレインドリッチ
バート・フレインドリッチ（Bart Freundlich、1970年1月17日 - ）は、アメリカ合衆国の映画監督、脚本家、映画プロデューサーである。ニューヨーク州ニューヨーク市マンハッタン出身。ニューヨーク大学芸術学部で学んだ。1997年、『家族という名の他人』で映画監督デビュー。2003年、ジュリアン・ムーアと結婚した。

## フィルモグラフィー

### 長編映画
- 家族という名の他人 The Myth of Fingerprints （1997年） - 監督・脚本・製作
- World Traveler （2001年） - 監督・脚本・製作
- ミッションX Catch That Kid （2004年） - 監督
- NOセックス、NOライフ! Trust the Man （2005年） - 監督・脚本・製作
- 理想の彼氏 The Rebound （2009年） - 監督・脚本・製作
- Wolves （2016年） - 監督・脚本
- 秘密への招待状 After the Wedding （2019年） - 監督・脚本・製作

### テレビドラマ
- カリフォルニケーション Californication （2007年 - 2012年） - 監督
- 新・第一容疑者 Prime Suspect （2012年） - 監督
- Mozart in the Jungle （2014年） - 監督
- BELIEVE/ビリーブ Believe （2014年） - 監督